# Les Liens qui libèrent
 (janvier 2018).
Si vous disposez d'ouvrages ou d'articles de référence ou si vous connaissez des sites web de qualité traitant du thème abordé ici, merci de compléter l'article en donnant les références utiles à sa vérifiabilité et en les liant à la section « Notes et références ».
Les Liens qui libèrent (LLL) est une maison d'édition française fondée en 2009 par Sophie Marinopoulos et Henri Trubert, et qui édite des livres de sciences humaines ; elle est connue pour son engagement à gauche,.

## Historique
La maison est fondée en 2009 par Henri Trubert, alors éditeur chez Fayard, et Sophie Marinopoulos, psychologue et psychanalyste. Ils sont secondés par Nicolas Deschamps, arrivé en 2013 au sein de la maison. Elle est soutenue par Actes Sud, qui est également leur diffuseur. Le nom est trouvé par l'économiste Bernard Maris, en référence aux liens qui permettent le développement humain aussi bien qu'économique.

## Activité
Les liens qui libèrent publie des essais et des documents dans les domaines de l’économie, la politique, les sciences, la psychologie, la psychanalyse, etc. Elle publie chaque année entre vingt et vingt-cinq titres.

### Auteurs
On trouve dans le catalogue de la maison des ouvrages de Jean Claude Ameisen (les trois opus de Sur les épaules de Darwin), de Éloi Laurent, Fabrice Nicolino (Bidoche : l'industrie de la viande menace le monde et  Un empoisonnement universel : comment les produits chimiques ont envahi la planète), du prix Nobel d'économie Joseph Stiglitz (Le prix de l'inégalité, Le triomphe de la cupidité, etc.), de Jeremy Rifkin (Une nouvelle conscience pour un monde en crise, La troisième révolution industrielle et La Société du coût marginal zéro : l'internet des objets, l'émergence des communaux collaboratifs et l'éclipse du capitalisme), de Raphaël Liogier, de Guillaume Pitron (La guerre des métaux rares. La face cachée de la transition énergétique et numérique) ainsi que plusieurs ouvrages du collectif des économistes atterrés.
Elle publie des livres d'Attac et des ouvrages en partenariat avec Le Monde diplomatique, ainsi que :
- Tom Hodgkinson (L'Art d'être libre... dans un monde absurde et L'Art d'être oisif... dans un monde de dingue)
- Patrick Viveret (La cause humaine : du bon usage de la fin du monde)
- Bruno Gaccio (Petit manuel de survie à l'attention d'un socialiste dans un dîner avec des gens de gauche) 2013
- Jean-François Mattei (Où va l'humanité – avec Israël Nisand – et L'humanitaire à l'épreuve de l'éthique)
- David Graeber (Dette : 5000 ans d'histoire, Bullshit jobs, Au commencement était…)
- Roland Gori (La dignité de penser, La fabrique des imposteurs et Faut-il renoncer à la liberté pour être heureux ?)
- Frédéric Lordon (La Malfaçon : monnaie européenne et souveraineté démocratique)
- Bénédicte Manier (Un million de révolutions tranquilles et  L'Inde nouvelle s'impatiente)
- Patrice Maniglier (Le philosophe, la Terre et le Virus) 2021
- Sophie Marinopoulos (Combattre les petites philosophies du pénis, Dites-moi à quoi il joue, je vous dirai comment il va, Le carnet de santé psy)
- François Ruffin (Il est où le bonheur et Leur folie, nos vies)
- Joseph Stiglitz (Le triomphe de la cupidité, Le Prix de l'inégalité, Peuple, pouvoir et profits)
- L214 (La faim ne justifie pas les moyens)
- Marie José Mondzain (Confiscation)
- Pablo Servigne (L'entraide, l'autre loi de la jungle)
- Jean Claude Ameisen (Sur les épaules de Darwin)
- Jem Bendell (Adaptation radicale  Effondrement : comprendre, ressentir, agir)
- Jon Palais (La Bataille du siècle. Stratégie d'action pour la génération climat, 2023)